# Derostenus albipes
Derostenus albipes är en stekelart som beskrevs av Leo Zehntner 1897. Derostenus albipes ingår i släktet Derostenus och familjen finglanssteklar. Inga underarter finns listade i Catalogue of Life.